# Бендкув (гмина)
Бендкув (пол. Będków) — сельская гмина (волость) в Польше, входит как административная единица в Томашувский повет, Лодзинское воеводство. Население — 3561 человек (на 2004 год).

## Сельские округа
1. Бендкув
2. Бжустув
3. Ценявы
4. Джазгова-Воля
5. Эвцин
6. Гуткув
7. Калинув
8. Лакнаж
9. Магдаленка
10. Новины
11. Пражки
12. Ремишевице
13. Росоха
14. Рудник
15. Жечкув
16. Слугоцице
17. Теодорув
18. Выкно
19. Захаж

## Соседние гмины
1. Гмина Бруйце
2. Гмина Чарноцин
3. Гмина Мощеница
4. Гмина Рокицины
5. Гмина Уязд
6. Гмина Вольбуж